# Itheum villosum
Itheum villosum là một loài bọ cánh cứng trong họ Cerambycidae.